# Hemihyalea erganoides
Hemihyalea erganoides là một loài bướm đêm thuộc phân họ Arctiinae, họ Erebidae.